# 維爾吉 (印第安納州)
維爾吉（英語：Virgie）是位於美國印第安納州傑斯帕縣的一個非建制地區。該地的面積和人口皆未知。